# 水浒传
《水滸傳》是一部以官話白話文寫成的章回小說，被列為中國四大名著與六才子書之一。關於其成書年代學界尚存爭議，目前主流觀點支持「明代嘉靖說」，推測約完成於1524年前後。該作品主要描寫北宋時期山東梁山泊以宋江為首的梁山好漢從被迫落草為寇、發展壯大，到接受朝廷招安並四處征戰的過程。該書在流傳過程中曾有《忠義水滸全傳》《江湖豪客傳》《水滸全傳》等不同名稱，現今普遍簡稱為《水滸》，其最終文本定型於明朝。
關於作者問題，學術界長期存在爭議。目前較為通行的說法認為施耐庵是主要作者，而羅貫中則負責後期的編輯整理工作。並成為中國文學史上重要的「四大奇書」之一。

## 成書年代
成书年代極爭議。現存最早的完整版本刊於1589年，這是年代下限。主流支持「明代嘉靖说」，約1524年，除了書中出現的物件的年代引證外，主要證據是該書最早被其他文獻提及是在1520年代，此說法由於具科學可證偽性，為學界共識。其他學說認為成書於更早，上限在元末明初（約1370年代），但相關證據的可證偽性較差，未廣獲承認。
《水滸傳》的故事源起於北宋宣和年間，出現了話本《大宋宣和遺事》描述了宋江、吳加亮（吳用）、晁蓋等人起義造反的故事，初步具有了《水滸傳》的故事雛型，目前流傳下來的根據說書人編成的話本中就有「青面獸」、「花和尚」、「武行者」等。而從南宋之史籍《東都事略》以後，已成為了民間文學的主要題材。
到了元朝，元雜劇中出現了有關水滸故事的劇本，流傳後世的有高文秀的《黑旋風雙獻功》，李文蔚的《燕青博魚》和康進之的《李逵負荊》等。《水滸傳》全書是到了明朝，經許多作者不斷增添情節乃至定型。也有觀點認為，《水滸傳》中梁山好漢的生活原型是與作者施耐庵關係甚密的張士誠領導的鹽民起義。

## 作者

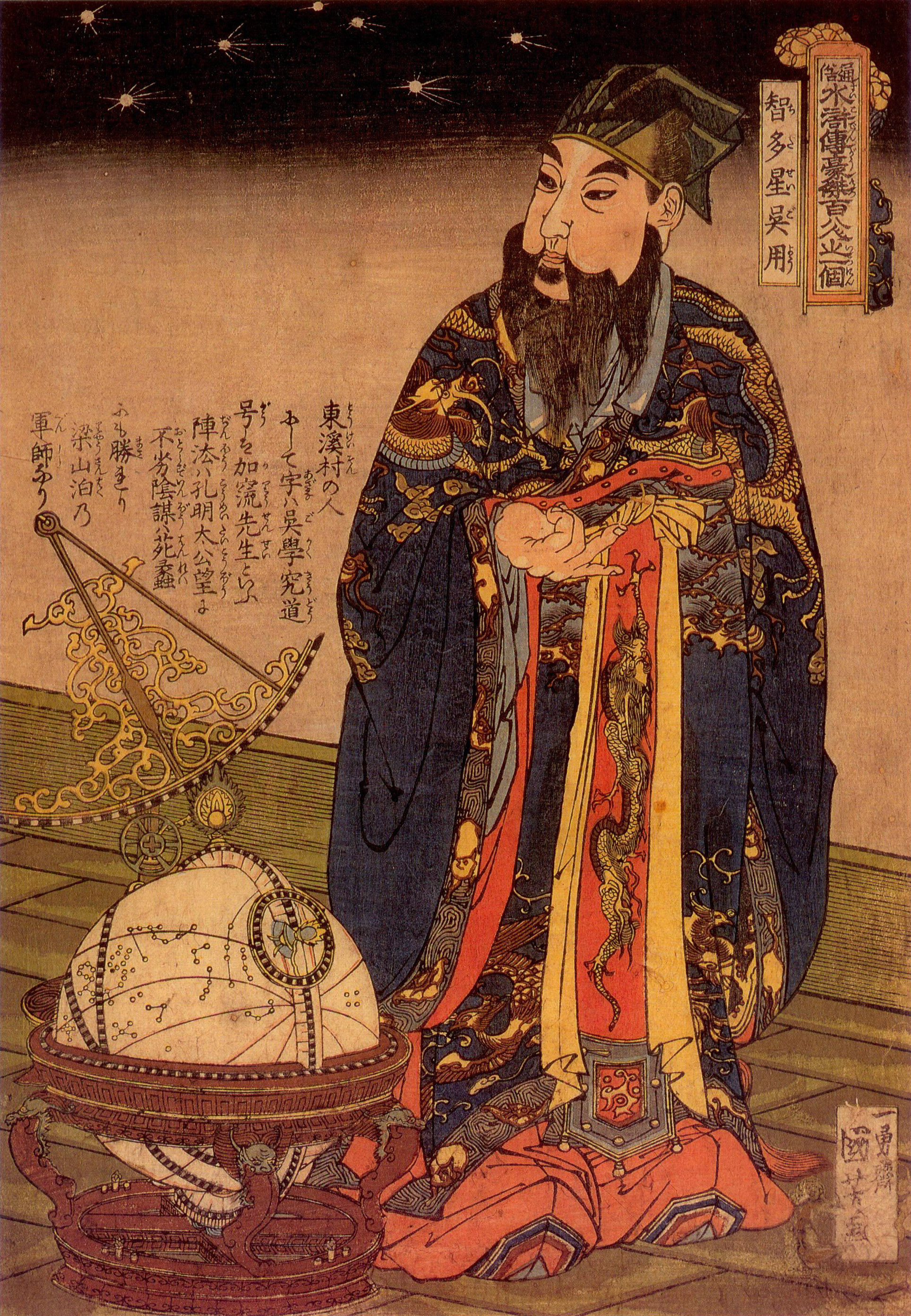
《水滸傳》中的人物智多星吳用

關於《水滸傳》的作者歷來說法不一，目前最廣泛認可的說法認為作者是施耐庵、羅貫中。歷史上還有其他幾種觀點，包括了羅貫中說，施惠說，郭勳託名說，宋人說等。
梁山泊好漢的故事最早記載於《宣和遺事》，在南宋時代已經開始流傳。在水滸傳成書之前，已經有許多相關的民間傳說、戲曲故事。因此有人说，《水滸傳》屬於「世代累積型群眾創作」。作者在創作過程中可能參考借鑒了很多素材，包括史籍、筆記和某些完整的小說、戲曲或其選段。但他毫无疑问地在創作長篇章回小說中豐富了人物的性格以及故事的發展。

### 施耐庵、羅貫中說
其中一種觀點認為百回的《水滸傳》前七十回為施耐庵著，後三十回則為羅貫中著。另一種觀點是全書為施耐庵撰寫，再由羅貫中整理編輯。此說最早見於明代高儒《百川書志》，認為《水滸傳》是「錢塘施耐庵的本，羅貫中編次」。這種觀點在學術界有不少人認同。
胡適在《水滸傳考證》及《百二十回本忠義水滸傳序》中主張，「施耐庵」可能為某一生活在明代中期的某一文人的託名，因「其時士大夫還不敢公然出名著作白話小說」（《百二十回本忠義水滸傳序》）；並且書中內容確有「犯上作亂」之嫌，不為當時統治階級所容。

### 羅貫中說
這種觀點認為全書皆由羅貫中所著。明朝嘉靖年間的汪道昆託名「天都外臣」在《水滸傳敘》中，首次指出《水滸傳》「越人羅氏……為此書，共一百回」。其後，許多明清人士都相繼指出羅貫中是《水滸傳》作者。直到民國年間，魯迅、俞平伯仍然認為水滸傳簡本是羅作，繁本是施編。
但是，這種觀點現在普遍沒有得到認同。反對者認為，羅貫中的《三國演義》和《水滸傳》明顯不同，完全不是出自一人之手。惠康野叟在《識餘》中說：「二書深淺工拙，如天壤之懸，詎有出一手之理？」而且關於羅貫中作《水滸》的證據也大多經不起考證。
胡適認為：水滸傳的草本（約一百回）出自羅貫中之筆。內容可能有田王和征臘，但無征遼。文筆可能極粗劣。
《水滸傳》的後半部，在一百回版本是三十回，包括了招安，征遼和征方臘，在一百二十回版本還包括征田虎、征王慶。《水滸傳》的後半部有時也稱之為《征四寇》，比較吻合羅貫中的「忠君」思想。

### 施惠說
此說最早見於明人徐復祚《三家村老委談》：「即君美之傳水滸，意欲供人說唱，聳人觀聽也，原非欲傳信作也。」
至清朝時，很多談及施惠的人開始把施惠和施耐庵混為一談。如無名氏《傳奇會考標目》：「施耐庵，名惠，字君承，杭州人。」至近代，仍然有人力主此說。如孫楷第《中國通俗小說書目》中認為「耐庵即施惠號」。此後又有人考證《水滸傳》中有江浙方言，並發現施惠的《幽閣記》中有一些描寫和《水滸傳》相似，以次推斷二書皆出自同一人之手，乃施惠所作。但是很多人認為該證據難以令人信服，而且有關施耐庵和施惠的關係多數臆斷。

### 郭勳託名說
明朝時，沈德符在《野獲編》中說：「武定侯郭勳……所刻《水滸傳》善本……」。後沈國元在《皇明從信錄》則說：郭勳「仿《三國志演義》及《水滸傳》為《國朝英烈記》。」而錢希言在《戲嘏》中又說他曾刪過水滸。
胡適在《水滸傳新考》中則認為郭勳刻水滸乃是假託。戴不凡則認為「疑施耐庵即郭勳」。他認為郭勳刻水滸後才開始署名施耐庵。但是，這個論據並不能夠立足，因為在此之前已經有署名施耐庵的百回本《水滸》出現。

### 宋人說
這種說法最初是認為《水滸傳》是羅貫中編寫，而考證羅貫中是宋朝人。此說多被視為無稽之談。
後程穆衡在《水滸傳注略》中推測施耐庵為宋末元初人。其後黃霖根據《靖康稗史》七種的編者署名「耐庵」，而推斷這位南宋末年的「耐庵」就是施耐庵，並且認為施耐庵所作水滸乃是簡本，而不是當前的版本。

## 版本
現存最早的《水滸》版本，當屬保存於上海圖書館的《京本忠義傳》，此本大約刻於明朝嘉靖年間，為一百回版本。水滸傳的版本很多，在流傳過程中，出現了不同的故事版本。大體上可以分為兩個系統：繁本和簡本。
《水滸傳》版本嬗變關係圖:13
|              |              |              |              |              |              |  |  |          |          |          |          |          |          |  |  |                                                  |                                                  |                                                  |                                                  |                                                  |                                                  |  |  |  |  |  |  | 《水滸傳》祖本                   |                                  |                                  |                                  |                                  |                                  |              |              |              |              |                                |                                |                                |                                |                                |                                |          |          |                                  |                                  |                                  |                                  |                                  |                                  |          |          |          |          |          |          |          |          |  |  |  |  |  |  |  |  |  |  |
|              |              |              |              |              |              |  |  |          |          |          |          |          |          |  |  |                                                  |                                                  |                                                  |                                                  |                                                  |                                                  |  |  |  |  |  |  |                                  |                                  |                                  |                                  |                                  |                                  |              |              |              |              |                                |                                |                                |                                |                                |                                |          |          |                                  |                                  |                                  |                                  |                                  |                                  |          |          |          |          |          |          |          |          |  |  |  |  |  |  |  |  |  |  |
|              |              |              |              |              |              |  |  |          |          |          |          |          |          |  |  |                                                  |                                                  |                                                  |                                                  |                                                  |                                                  |  |  |  |  |  |  |                                  |                                  |                                  |                                  |                                  |                                  |              |              |              |              |                                |                                |                                |                                |                                |                                |          |          |                                  |                                  |                                  |                                  |                                  |                                  |          |          |          |          |          |          |          |          |  |  |  |  |  |  |  |  |  |  |
|              |              |              |              |              |              |  |  |          |          |          |          |          |          |  |  | 繁本祖本                                         | 繁本祖本                                         | 繁本祖本                                         | 繁本祖本                                         | 繁本祖本                                         | 繁本祖本                                         |  |  |  |  |  |  |                                  |                                  |                                  |                                  |                                  |                                  |              |              |              |              |                                |                                | 簡本祖本                       | 簡本祖本                       | 簡本祖本                       | 簡本祖本                       | 簡本祖本 | 簡本祖本 |                                  |                                  |                                  |                                  |                                  |                                  |          |          |          |          |          |          |          |          |  |  |  |  |  |  |  |  |  |  |
|              |              |              |              |              |              |  |  |          |          |          |          |          |          |  |  | 繁本祖本                                         | 繁本祖本                                         | 繁本祖本                                         | 繁本祖本                                         | 繁本祖本                                         | 繁本祖本                                         |  |  |  |  |  |  |                                  |                                  |                                  |                                  | 京本忠義傳                       |                                  |              |              |              |              |                                |                                | 簡本祖本                       | 簡本祖本                       | 簡本祖本                       | 簡本祖本                       | 簡本祖本 | 簡本祖本 |                                  |                                  |                                  |                                  |                                  |                                  |          |          |          |          |          |          |          |          |  |  |  |  |  |  |  |  |  |  |
|              |              |              |              |              |              |  |  |          |          |          |          |          |          |  |  |                                                  |                                                  |                                                  |                                                  |                                                  |                                                  |  |  |  |  |  |  |                                  |                                  |                                  |                                  |                                  |                                  |              |              |              |              |                                |                                |                                |                                |                                |                                |          |          |                                  |                                  |                                  |                                  |                                  |                                  |          |          |          |          |          |          |          |          |  |  |  |  |  |  |  |  |  |  |
|              |              |              |              |              |              |  |  |          |          |          |          |          |          |  |  |                                                  |                                                  |                                                  |                                                  | 嘉靖殘本                                         |                                                  |  |  |  |  |  |  |                                  |                                  |                                  |                                  |                                  |                                  |              |              |              |              |                                |                                |                                |                                |                                |                                |          |          |                                  |                                  |                                  |                                  |                                  |                                  |          |          |          |          |          |          |          |          |  |  |  |  |  |  |  |  |  |  |
|              |              |              |              |              |              |  |  |          |          |          |          | 容與堂本 |          |  |  |                                                  |                                                  |                                                  |                                                  |                                                  |                                                  |  |  |  |  |  |  |                                  |                                  |                                  |                                  |                                  |                                  |              |              |              |              |                                |                                |                                |                                |                                |                                |          |          |                                  |                                  |                                  |                                  |                                  |                                  |          |          |          |          |          |          |          |          |  |  |  |  |  |  |  |  |  |  |
|              |              |              |              |              |              |  |  |          |          |          |          |          |          |  |  |                                                  |                                                  |                                                  |                                                  |                                                  |                                                  |  |  |  |  |  |  |                                  |                                  |                                  |                                  |                                  |                                  |              |              |              |              |                                |                                |                                |                                |                                |                                |          |          |                                  |                                  |                                  |                                  |                                  |                                  |          |          |          |          |          |          |          |          |  |  |  |  |  |  |  |  |  |  |
|              |              |              |              |              |              |  |  |          |          |          |          |          |          |  |  |                                                  |                                                  |                                                  |                                                  |                                                  |                                                  |  |  |  |  |  |  |                                  |                                  |                                  |                                  |                                  |                                  | 種德書堂本   |              |              |              |                                |                                |                                |                                |                                |                                |          |          |                                  |                                  |                                  |                                  |                                  |                                  |          |          |          |          |          |          |          |          |  |  |  |  |  |  |  |  |  |  |
|              |              |              |              |              |              |  |  |          |          |          |          |          |          |  |  |                                                  |                                                  |                                                  |                                                  |                                                  |                                                  |  |  |  |  |  |  |                                  |                                  |                                  |                                  |                                  |                                  |              |              |              |              |                                |                                |                                |                                |                                |                                |          |          |                                  |                                  |                                  |                                  |                                  |                                  |          |          |          |          |          |          |          |          |  |  |  |  |  |  |  |  |  |  |
| 石渠閣補印本 | 石渠閣補印本 | 石渠閣補印本 | 石渠閣補印本 | 石渠閣補印本 | 石渠閣補印本 |  |  | 鍾伯敬本 | 鍾伯敬本 | 鍾伯敬本 | 鍾伯敬本 | 鍾伯敬本 | 鍾伯敬本 |  |  | 三大寇本                                         | 三大寇本                                         | 三大寇本                                         | 三大寇本                                         | 三大寇本                                         | 三大寇本                                         |  |  |  |  |  |  |                                  |                                  |                                  |                                  |                                  |                                  |              |              |              |              |                                |                                |                                |                                |                                |                                |          |          |                                  |                                  |                                  |                                  |                                  |                                  |          |          |          |          |          |          |          |          |  |  |  |  |  |  |  |  |  |  |
| 石渠閣補印本 | 石渠閣補印本 | 石渠閣補印本 | 石渠閣補印本 | 石渠閣補印本 | 石渠閣補印本 |  |  | 鍾伯敬本 | 鍾伯敬本 | 鍾伯敬本 | 鍾伯敬本 | 鍾伯敬本 | 鍾伯敬本 |  |  | 三大寇本                                         | 三大寇本                                         | 三大寇本                                         | 三大寇本                                         | 三大寇本                                         | 三大寇本                                         |  |  |  |  |  |  |                                  |                                  |                                  |                                  |                                  |                                  |              |              |              |              |                                |                                |                                |                                |                                |                                |          |          |                                  |                                  |                                  |                                  |                                  |                                  |          |          |          |          |          |          |          |          |  |  |  |  |  |  |  |  |  |  |
|              |              |              |              |              |              |  |  |          |          |          |          |          |          |  |  |                                                  |                                                  |                                                  |                                                  |                                                  |                                                  |  |  |  |  |  |  |                                  |                                  |                                  |                                  |                                  |                                  |              |              |              |              |                                |                                |                                |                                |                                |                                |          |          |                                  |                                  |                                  |                                  |                                  |                                  |          |          |          |          |          |          |          |          |  |  |  |  |  |  |  |  |  |  |
|              |              |              |              |              |              |  |  |          |          |          |          |          |          |  |  | 大滌餘人序本（李玄伯原藏本、芥子園本、三多齋本） | 大滌餘人序本（李玄伯原藏本、芥子園本、三多齋本） | 大滌餘人序本（李玄伯原藏本、芥子園本、三多齋本） | 大滌餘人序本（李玄伯原藏本、芥子園本、三多齋本） | 大滌餘人序本（李玄伯原藏本、芥子園本、三多齋本） | 大滌餘人序本（李玄伯原藏本、芥子園本、三多齋本） |  |  |  |  |  |  |                                  |                                  | 插增本                           | 插增本                           | 插增本                           | 插增本                           | 插增本       | 插增本       |              |              | 評林本、初刻英雄譜、二刻英雄譜 | 評林本、初刻英雄譜、二刻英雄譜 | 評林本、初刻英雄譜、二刻英雄譜 | 評林本、初刻英雄譜、二刻英雄譜 | 評林本、初刻英雄譜、二刻英雄譜 | 評林本、初刻英雄譜、二刻英雄譜 |          |          |                                  |                                  |                                  |                                  |                                  |                                  |          |          |          |          |          |          |          |          |  |  |  |  |  |  |  |  |  |  |
|              |              |              |              |              |              |  |  |          |          |          |          |          |          |  |  | 大滌餘人序本（李玄伯原藏本、芥子園本、三多齋本） | 大滌餘人序本（李玄伯原藏本、芥子園本、三多齋本） | 大滌餘人序本（李玄伯原藏本、芥子園本、三多齋本） | 大滌餘人序本（李玄伯原藏本、芥子園本、三多齋本） | 大滌餘人序本（李玄伯原藏本、芥子園本、三多齋本） | 大滌餘人序本（李玄伯原藏本、芥子園本、三多齋本） |  |  |  |  |  |  |                                  |                                  | 插增本                           | 插增本                           | 插增本                           | 插增本                           | 插增本       | 插增本       |              |              | 評林本、初刻英雄譜、二刻英雄譜 | 評林本、初刻英雄譜、二刻英雄譜 | 評林本、初刻英雄譜、二刻英雄譜 | 評林本、初刻英雄譜、二刻英雄譜 | 評林本、初刻英雄譜、二刻英雄譜 | 評林本、初刻英雄譜、二刻英雄譜 |          |          |                                  |                                  |                                  |                                  |                                  |                                  |          |          |          |          |          |          |          |          |  |  |  |  |  |  |  |  |  |  |
|              |              |              |              |              |              |  |  |          |          |          |          |          |          |  |  | 百二十回本（全傳本、全書本）                     | 百二十回本（全傳本、全書本）                     | 百二十回本（全傳本、全書本）                     | 百二十回本（全傳本、全書本）                     | 百二十回本（全傳本、全書本）                     | 百二十回本（全傳本、全書本）                     |  |  |  |  |  |  |                                  |                                  |                                  |                                  |                                  |                                  |              |              |              |              |                                |                                |                                |                                |                                |                                |          |          | 劉興我本                         | 劉興我本                         | 劉興我本                         | 劉興我本                         | 劉興我本                         | 劉興我本                         |          |          |          |          |          |          |          |          |  |  |  |  |  |  |  |  |  |  |
|              |              |              |              |              |              |  |  |          |          |          |          |          |          |  |  | 百二十回本（全傳本、全書本）                     | 百二十回本（全傳本、全書本）                     | 百二十回本（全傳本、全書本）                     | 百二十回本（全傳本、全書本）                     | 百二十回本（全傳本、全書本）                     | 百二十回本（全傳本、全書本）                     |  |  |  |  |  |  |                                  |                                  |                                  |                                  |                                  |                                  |              |              |              |              |                                |                                |                                |                                |                                |                                |          |          | 劉興我本                         | 劉興我本                         | 劉興我本                         | 劉興我本                         | 劉興我本                         | 劉興我本                         |          |          |          |          |          |          |          |          |  |  |  |  |  |  |  |  |  |  |
|              |              |              |              |              |              |  |  |          |          |          |          |          |          |  |  |                                                  |                                                  |                                                  |                                                  |                                                  |                                                  |  |  |  |  |  |  |                                  |                                  |                                  |                                  |                                  |                                  |              |              |              |              |                                |                                |                                |                                |                                |                                |          |          |                                  |                                  |                                  |                                  |                                  |                                  |          |          |          |          |          |          |          |          |  |  |  |  |  |  |  |  |  |  |
|              |              |              |              |              |              |  |  |          |          |          |          |          |          |  |  | 七十回本（金聖歎評本、王望如評本、句曲外史序本） | 七十回本（金聖歎評本、王望如評本、句曲外史序本） | 七十回本（金聖歎評本、王望如評本、句曲外史序本） | 七十回本（金聖歎評本、王望如評本、句曲外史序本） | 七十回本（金聖歎評本、王望如評本、句曲外史序本） | 七十回本（金聖歎評本、王望如評本、句曲外史序本） |  |  |  |  |  |  | 三十卷本（寶翰樓本、映雪草堂本） | 三十卷本（寶翰樓本、映雪草堂本） | 三十卷本（寶翰樓本、映雪草堂本） | 三十卷本（寶翰樓本、映雪草堂本） | 三十卷本（寶翰樓本、映雪草堂本） | 三十卷本（寶翰樓本、映雪草堂本） |              |              |              |              |                                |                                | 黎光堂本                       | 黎光堂本                       | 黎光堂本                       | 黎光堂本                       | 黎光堂本 | 黎光堂本 |                                  |                                  |                                  |                                  | 慕尼黑本                         | 慕尼黑本                         | 慕尼黑本 | 慕尼黑本 | 慕尼黑本 | 慕尼黑本 |          |          |          |          |  |  |  |  |  |  |  |  |  |  |
|              |              |              |              |              |              |  |  |          |          |          |          |          |          |  |  | 七十回本（金聖歎評本、王望如評本、句曲外史序本） | 七十回本（金聖歎評本、王望如評本、句曲外史序本） | 七十回本（金聖歎評本、王望如評本、句曲外史序本） | 七十回本（金聖歎評本、王望如評本、句曲外史序本） | 七十回本（金聖歎評本、王望如評本、句曲外史序本） | 七十回本（金聖歎評本、王望如評本、句曲外史序本） |  |  |  |  |  |  | 三十卷本（寶翰樓本、映雪草堂本） | 三十卷本（寶翰樓本、映雪草堂本） | 三十卷本（寶翰樓本、映雪草堂本） | 三十卷本（寶翰樓本、映雪草堂本） | 三十卷本（寶翰樓本、映雪草堂本） | 三十卷本（寶翰樓本、映雪草堂本） |              |              |              |              |                                |                                | 黎光堂本                       | 黎光堂本                       | 黎光堂本                       | 黎光堂本                       | 黎光堂本 | 黎光堂本 |                                  |                                  |                                  |                                  | 慕尼黑本                         | 慕尼黑本                         | 慕尼黑本 | 慕尼黑本 | 慕尼黑本 | 慕尼黑本 |          |          |          |          |  |  |  |  |  |  |  |  |  |  |
|              |              |              |              |              |              |  |  |          |          |          |          |          |          |  |  |                                                  |                                                  |                                                  |                                                  |                                                  |                                                  |  |  |  |  |  |  |                                  |                                  |                                  |                                  |                                  |                                  |              |              |              |              |                                |                                |                                |                                |                                |                                |          |          |                                  |                                  |                                  |                                  |                                  |                                  |          |          |          |          |          |          |          |          |  |  |  |  |  |  |  |  |  |  |
|              |              |              |              |              |              |  |  |          |          |          |          |          |          |  |  |                                                  |                                                  |                                                  |                                                  |                                                  |                                                  |  |  |  |  |  |  |                                  |                                  |                                  |                                  |                                  |                                  |              |              |              |              |                                |                                |                                |                                |                                |                                |          |          |                                  |                                  |                                  |                                  | 李漁序本                         |                                  |          |          |          |          |          |          |          |          |  |  |  |  |  |  |  |  |  |  |
|              |              |              |              |              |              |  |  |          |          |          |          |          |          |  |  |                                                  |                                                  |                                                  |                                                  |                                                  |                                                  |  |  |  |  |  |  |                                  |                                  |                                  |                                  |                                  |                                  |              |              |              |              |                                |                                |                                |                                |                                |                                |          |          |                                  |                                  |                                  |                                  |                                  |                                  |          |          |          |          |          |          |          |          |  |  |  |  |  |  |  |  |  |  |
|              |              |              |              |              |              |  |  |          |          |          |          |          |          |  |  |                                                  |                                                  |                                                  |                                                  |                                                  |                                                  |  |  |  |  |  |  |                                  |                                  |                                  |                                  |                                  |                                  |              |              |              |              |                                |                                |                                |                                |                                |                                |          |          |                                  |                                  |                                  |                                  |                                  |                                  |          |          |          |          |          |          |          |          |  |  |  |  |  |  |  |  |  |  |
|              |              |              |              |              |              |  |  |          |          |          |          |          |          |  |  |                                                  |                                                  |                                                  |                                                  |                                                  |                                                  |  |  |  |  |  |  |                                  |                                  |                                  |                                  |                                  |                                  |              |              |              |              | 十卷本                         | 十卷本                         | 十卷本                         | 十卷本                         | 十卷本                         | 十卷本                         |          |          | 漢宋奇書本（文元堂本、親賢堂本） | 漢宋奇書本（文元堂本、親賢堂本） | 漢宋奇書本（文元堂本、親賢堂本） | 漢宋奇書本（文元堂本、親賢堂本） | 漢宋奇書本（文元堂本、親賢堂本） | 漢宋奇書本（文元堂本、親賢堂本） |          |          | 征四寇本 | 征四寇本 | 征四寇本 | 征四寇本 | 征四寇本 | 征四寇本 |  |  |  |  |  |  |  |  |  |  |
|              |              |              |              |              |              |  |  |          |          |          |          |          |          |  |  |                                                  |                                                  |                                                  |                                                  |                                                  |                                                  |  |  |  |  |  |  |                                  |                                  |                                  |                                  |                                  |                                  |              |              |              |              | 十卷本                         | 十卷本                         | 十卷本                         | 十卷本                         | 十卷本                         | 十卷本                         |          |          | 漢宋奇書本（文元堂本、親賢堂本） | 漢宋奇書本（文元堂本、親賢堂本） | 漢宋奇書本（文元堂本、親賢堂本） | 漢宋奇書本（文元堂本、親賢堂本） | 漢宋奇書本（文元堂本、親賢堂本） | 漢宋奇書本（文元堂本、親賢堂本） |          |          | 征四寇本 | 征四寇本 | 征四寇本 | 征四寇本 | 征四寇本 | 征四寇本 |  |  |  |  |  |  |  |  |  |  |
|              |              |              |              |              |              |  |  |          |          |          |          |          |          |  |  |                                                  |                                                  |                                                  |                                                  |                                                  |                                                  |  |  |  |  |  |  |                                  |                                  |                                  |                                  |                                  |                                  |              |              |              |              |                                |                                |                                |                                |                                |                                |          |          |                                  |                                  |                                  |                                  |                                  |                                  |          |          |          |          |          |          |          |          |  |  |  |  |  |  |  |  |  |  |
|              |              |              |              |              |              |  |  |          |          |          |          |          |          |  |  |                                                  |                                                  |                                                  |                                                  |                                                  |                                                  |  |  |  |  |  |  |                                  |                                  |                                  |                                  |                                  |                                  | 百二十四回本 | 百二十四回本 | 百二十四回本 | 百二十四回本 | 百二十四回本                   | 百二十四回本                   |                                |                                | 八卷本                         | 八卷本                         | 八卷本   | 八卷本   | 八卷本                           | 八卷本                           |                                  |                                  |                                  |                                  |          |          |          |          |          |          |          |          |  |  |  |  |  |  |  |  |  |  |

### 繁本
繁本也稱「文繁事簡本」，為後人增刪本，寫得比較細緻，也是流傳最廣的。主要有一百回本、一百二十回本和七十回本三種。但主要改寫增添的部分都是在招安之後的情節。
- 一百回本（「容與堂本」、「天都外臣本」、「四知館本」）：在宋江受招安後，又有「征遼」，征方臘等情節。
- 一百二十回本（「鬱鬱堂本」、「袁無涯本」）：一百回本基礎上再增加征田虎、征王慶的情節。
- 七十回本（「貫華堂本」）：明末金聖歎進行刪改，腰斬一百二十回本（「袁無涯本」）招安以及之後的事，將原書第七十一回改寫成盧俊義的夢作為結尾，再將第一回作為楔子，共為七十回。
- 一百二十回本（「梅氏藏本」，梅氏全名梅寄鶴）：還有一種一百二十回本被稱為「古本水滸傳」，也稱「梅氏藏本水滸傳」，該本前七十回與金聖歎貫華堂本一致，同樣有盧俊義的惡夢。但後五十回與其他版本截然不同，並沒有招安的情節，梁山依舊與官府作戰。目前關於與此版本後五十回的真偽及該版本本身的價值還有爭議，許多人認為後五十回實為梅寄鶴偽作。

一般認為只有百回本可能是《水滸》故事成型定書的最早本子，也最接近傳說故事的版本。

### 簡本
簡本也稱「文簡事繁本」，最接近原著原本，包括了受招安、征遼、征田虎、王慶，打方臘以及宋江被毒死的全部情節。之所以稱為簡本，主要是文字比較簡單，細節描寫少。後有人將其後段獨立發行，並託名羅貫中，稱《續水滸傳》。
已發現的簡本有：
- 一百十五回本（全像水滸忠義傳、漢宋奇書）
- 一百一十回本（英雄譜）
- 一百六十四回本（與後傳合刊）
- 一百九回本（二刻英雄譜）
- 一百二十四回本（大道堂本）
- 一百四回本（水滸志傳評林）

## 情節

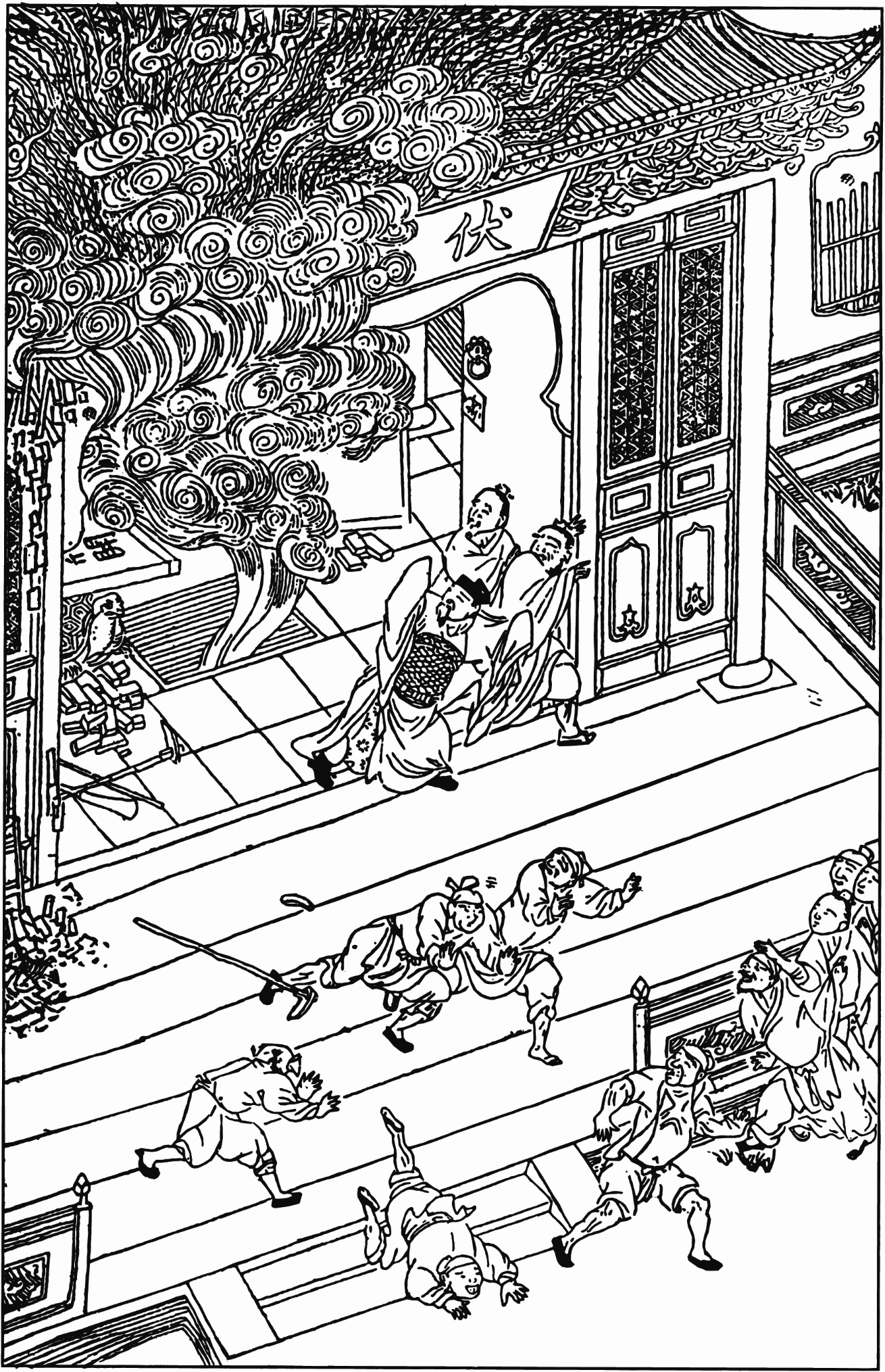
洪太尉釋放妖魔

故事描寫了一百零八將各自不同的故事，從他們一個個被逼上梁山、逐漸壯大、起義造反到最後接受招安的全過程。
水滸中的一百零八將，是張天師禁錮的三十六個天罡星和七十二個地煞星，因為太尉洪信的無心之過而轉世，他們講究義氣，愛打抱不平、劫富濟貧，不滿貪官污吏，最後集結梁山，與腐化的朝廷抗爭。小說成功地塑造了宋江、林冲、史進、李逵、魯智深、武松等人物的鮮明形象，也向讀者展示了宋代的政治與社會狀況。
全書可分為三段：第一至第四十回講述的是各個好漢的故事，它們既有獨立性又有關聯性；第四十一至第八十回講述的是好漢們在梁山集合，形成了以宋江為寨主的梁山水寨，並發動一系列對官僚惡霸及附近城池的戰爭，直到接受北宋朝廷的招安；第八十一回至第一百二十回講述的是梁山好漢歸順朝廷後，鎮壓田虎、王慶、方臘等的戰爭，到最後鳥盡弓藏，悲壯死亡的故事。

### 逼上梁山
12世紀初，北宋王朝，朝廷內的奸臣蔡京、童貫和高俅權傾朝野，手握重權，視皇帝宋徽宗如傀儡，殘害忠良。地方豪強惡霸也同流合污，史進、魯智深、林冲、楊志、武松等相繼被冤枉陷害，無路可逃，上了山東的水泊梁山，打家劫舍，劫富濟貧。同時，在黃泥崗，晁蓋、吳用等七人發動了一場震驚全國的搶劫案，奪走了北京大名府官員送給蔡京的生辰綱禮物，逃到梁山泊，與林冲合謀殺掉原寨主王倫，晁蓋做了梁山泊之主。
晁蓋的朋友宋江也捲入官府紛爭，差點被處死，幸虧晁蓋與梁山好漢救出他，宋江的朋友李逵及戴宗等跟隨宋江加入梁山泊。隨後，梁山泊向周圍地方官僚惡霸和其他敵對山寨宣戰，攻破了祝家莊、高唐州、青州城、曾頭市和大名府，招降了秦明等數十名大將。其中最後兩次戰爭中，晁蓋戰死，宋江繼承了寨主之位，盧俊義、燕青上山。梁山全盛時足有一百零八個好漢，空前強大。梁山勢力的壯大，震驚了朝野上下，童貫、高俅傾全國各路水陸大軍，討伐梁山泊，卻慘敗於梁山的精兵良將，數十名大將被斬殺。

### 招安
宋徽宗無奈，只好派人招安。梁山泊的部份首領堅決反對招安，但首領宋江、吳用等人卻不願繼續做強盜，答應了朝廷的招安請求。但在招安之後，朝廷奸臣屢次找茬陷害梁山好漢。
這時候，河北的田虎、淮西的王慶、江南的方臘叛亂，朝廷派梁山好漢出兵鎮壓。宋江先是用水淹了田虎的根據地太原城，剿滅田虎勢力，然後揮師南下，大破淮西軍並生擒王慶，但在更激烈的平定方臘之戰中，宋江遭遇強大對手，梁山好漢死傷過半。一場惡戰之後，宋江控制了杭州城和烏龍嶺，攻破了清溪洞，方臘的勢力才被消滅。
戰後，梁山好漢僅剩下三十六人，班師途中林冲及張橫等人病逝，武松在六和寺剃髮出家，魯智深在六和寺圓寂，李俊、燕青等人又悄然離去。回京時梁山好漢僅剩二十七人。宋江等人被封為功臣，但童貫、高俅等人野心未死，他們設計毒死了盧俊義、宋江和李逵。吳用和花榮在宋江墓前大哭一場後自縊而亡，剩下的梁山好漢，除雙鞭將呼延灼與女真戰鬥英勇陣亡，其餘大都善終。

## 主題思想

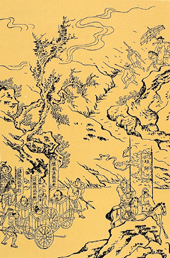
《水滸傳》插圖：囚車解草寇（清初刻本）

「水滸」字面的意思是水邊，指故事發生的地點在山東梁山泊。另外《詩經》中有「古公亶父，來朝走馬，率西水滸，至於岐下」的句子，記載了周太王率領部族遷徙的事情。王利器與羅爾綱不約而同指出 用水滸做書名，是將宋江等的聚義和周朝的興起作類比，證明原作者肯定起義英雄們反抗統治的精神。水滸義軍領袖宋江原是基層官吏，後被逼上梁山，與其他梁山好漢一起反抗暴政，「替天行道」，逐漸發展壯大。《水滸傳》故事豪放、粗獷，全書通過人物的言語、行為來表現其矛盾的內心世界，人物性格刻畫也各有特色，而被逼上梁山的英雄各自的成長經歷也不盡相同。情節曲折、語言生動，有很高的藝術價值。
對於《水滸傳》的思想傾向歷來有不同看法。一種觀點認為《水滸傳》表現的是忠義的思想。主要的代表人物是明代的李贄。另外一種觀點認為這是一部寫給強盜看的書，是教人做強盜的書。主要是明朝的左懋第提出的，他認為《水滸傳》教壞了百姓，強盜學宋江，並且認為如果不禁毀《水滸傳》，對於世風的影響是不堪設想的。
再加上水滸傳內容為聚眾反對朝廷，對封建王朝而言本身就是一大禁忌，因此當時朝廷接受了他的建議，將《水滸傳》在全國各地收繳。此後從崇禎年間至清末，水滸傳一直是禁書，其中清朝康熙至道光时期查禁尤為嚴格。
1950年代，中國官方認為《水滸傳》是描寫歌頌農民起義的。這種看法是當時各種中國大陸的教科書、文學史和小說史所持的一個主流的看法。也是反應北宋新舊黨爭激烈之小説，許多被逼上梁山者，皆舊黨英豪。

## 藝術成就
《水滸傳》深刻地反映廣闊的社會生活，情節曲折複雜而富戲劇性，善於描寫場面，人物眾多、形象生動、個性鮮明、對話傳神，善於以對比手法展現人物的性格特徵，描寫人物的心理變化，從人物的行動表現其性格。《水滸傳》以流暢的白話口語為基礎，再加錘鍊，既生動潑辣，又簡潔洗鍊。《水滸傳》是中國歷史上第一部用白話文寫成的長篇小說，開創了白話章回體小說的先河。它和《三國演義》一起，奠定了中國古代長篇小說的民族形式和民族風格，形成了中華民族特有的審美心理和鑒賞習慣。
與《三國演義》相比，《水滸傳》的長處不在於政治和戰爭場面的描寫，而在於主要人物的刻畫和市民生活的描寫。其中梁山主要人物宋江、林冲、武松、魯智深、李逵等，人物個性鮮明，角色語言各有特色。

## 影響
在古早年代，《水滸傳》與《三國演義》等通俗小說往往通過民間藝人，以戲曲曲藝的形式，成為普通民眾熟悉的文化活動。其中虛構的人物或者虛構的故事變成為老百姓眼中的史實。很多故事，如「魯智深倒拔垂楊柳」，「武松打虎」等，歷來男女老少皆津津樂道。書中字裏行間流露出來的各種道德觀如：輕生死重義氣，敢作敢為，劫富濟貧乃至「忠君反貪」等理念，便在相當程度上影響了大眾評判是非善惡的標準。毛澤東在1949年建國後，就曾讚揚水滸傳，並稱推翻蔣介石統治成功，靈感來自於水之三打祝家莊，今都收錄在《毛主席語錄》內。

## 評價
《水滸傳》是中國古代四大小說名著之一，在文學成就上受到後世不少文學評論家的讚許。

### 明清兩代
明末文學批評家金聖歎將《水滸傳》與《離騷》《莊子》《史記》《杜甫詩》《西廂記》合稱為「六才子書」。李漁將《水滸傳》與《三國演義》《西遊記》《金瓶梅》定為「四大奇書」。但他本人對宋江的評價非常低，在他的批注本裏，處處可見對宋江的貶損。後來有人把「四大奇書」，加上《紅樓夢》《儒林外史》合稱為「六大奇書」。
民間流傳一句話：「少不讀水滸，老不讀三國」，意年輕人不該讀《水滸傳》，否則容易嚮往打打殺殺的生活，盲目崇尚武力與江湖義氣，過分反叛，脫離現實；而老年人不應該讀《三國演義》，因為其中人物善於用計使詐，處心積慮、鈎心鬥角，作為應該安分守約的老人應該安度晚年，不能整天想着算計別人，對自己身心無益。

### 現代
到了20世紀，文學評論家除了評論《水滸傳》的文學成就，亦開始對《水滸傳》所反映的社會狀況和價值觀產生興趣。
1930年代初，魯迅在《三閑集·流氓的變遷》中曾這樣評論《水滸傳》：「『俠』字漸消，強盜起了，但也是俠之流，他們的旗幟是『替天行道』。他們所反對的是奸臣，不是天子，他們所打劫的是平民，不是將相。李逵劫法場時，掄起板斧來排頭砍去，而所砍的是看客。一部《水滸》，說得很分明：因不反對天子，所以大軍一到，便受招安，替國家打別的強盜——不『替天行道』的強盜去了。終於是奴才。」
從歷史角度看，對於《水滸》的爭論焦點則集中在主要人物宋江所表現出的「忠君報國」的思想上。反面觀點一般認為宋江的思想有其局限性，梁山好漢受到招安後又為朝廷去征討各地山賊，下場悲慘，是齣歷史悲劇；作品歌頌和美化宋江，只反貪官，不反皇帝，強調「忠義」，表現出嚴重的思想局限。正面觀點一般認為宋江相對於其他草莽英雄思想進步，對當時社會可以起到積極作用。
毛澤東在1975年時亦對《水滸傳》的價值觀作了評論：「《水滸》只反貪官，不反皇帝，又屏晁蓋於一百零八人之外。宋江投降，搞修正主義，把晁的聚義廳改為忠義堂，讓人招安了。宋江同高俅的鬥爭，是地主階級內部這一派反對那一派的鬥爭。宋江投降了，就去打方臘。」又說：「《水滸》這部書，好就好在投降。做反面教材，使人民都知道投降派。」他的言論曾使中國掀起一場「評《水滸》運動」。當時有官方媒体觀點認為，《水滸傳》是一部宣揚投降主義的書；宋江所執行的是一條投降主義的路線，否定了晁蓋的革命路線。晁蓋和宋江是兩條路線的鬥爭，宋江上山以後就排斥晁蓋，而且108人就沒有晁蓋的名字、沒有他的地位。

## 翻譯
《水滸傳》也被翻譯成多種語言。

### 满文
清朝乾隆初年，已有人将《水浒传》翻译成满语，引发乾隆帝的强烈不满及严厉打压。

### 日文
日文版的《水滸傳》的版本非常多，甚至被改編和演繹成了許多漫畫、電影，電視作品。日本自江戶時代開始傳入《水滸傳》整本小說。1728年（享保13年）由岡島冠山執筆將部分篇章翻譯成日語。1773年，作家建部綾足將《水滸》故事改編為以日本為背景的《本朝水滸傳》。到了19世紀，出現了大量《水滸傳》的日文翻譯本和改編文學作品。
日本古典文學家曲亭馬琴不僅在創作其代表作《南總裏見八犬傳》和《椿說弓張月》時大量參考了《水滸傳》的情節，還直接創作了《傾城水滸傳》、《新編水滸畫傳》等以《水滸傳》故事為題材的文學作品。江戶時代的一些俠客如國定忠治、笹川繁蔵、飯岡助五郎等人的真實故事，在日本民眾口中反覆流傳時，也被染上一層《水滸傳》色彩。
進入明治時代之後，隨着漢學研究的發展，日本出版了多部《水滸》譯作，主要的譯本如下：
- 松枝茂夫，全譯一百二十回本，1940年版（岩波文庫）
- 松枝茂夫編譯的面向青少年的抄譯本，帶有「潔本」性質，基於一百二十回本，對征遼、征田虎、征王慶、征方臘的段落進行了壓縮，二戰後出版，全3冊（岩波少年文庫）
- 吉川幸次郎・清水茂合譯，全譯一百回本，全10冊（岩波文庫）
- 駒田信二譯，全譯一百二十回本，全8冊（講談社文庫、ちくま文庫）
- 佐藤一郎譯，全譯金聖歎七十回本（「世界文學全集」集英社版）
- 村上知行譯，全譯金聖歎七十一回本，全5冊（現代教養文庫）

### 英文
英文版通常將《水滸傳》翻譯成或。在眾多譯本中，最早的當屬賽珍珠女士在1920年代中後期翻譯的（四海之內皆兄弟）。書名出自《論語》「四海之內，皆兄弟也」。1933年出版，是《水滸傳》的第一個英文全譯本，當時在美國頗為暢銷。但是譯本中有很多錯誤。比如書名的翻譯，就不符合原意，受到過魯迅的批評，認為「山泊中人，是並不將一切人們都作兄弟看的」。對一百零八將的綽號，也往往望文生義，比如將花和尚魯智深譯為（姓花的牧師），更是將母夜叉孫二娘譯為（夜間的怪物）。
迄今為止《水滸傳》被認為比較好的英文版本，應該是中國籍的美國猶太裔學者沙博理先生在文革期間受命譯的一百回版的。他的譯本，被認為更加忠實於原著，而且很貼切地反映了原文的神韻，符合翻譯的「信、達、雅」的原則。可惜由於這個譯本產生於文革時期，影響不大。

### 法文
法文版則將其直譯為。

## 衍生作品
作為中國歷史上以白話文寫成的長篇小說名著，《水滸傳》對後世影響巨大。

### 小說

#### 續書
- 《水滸後傳》
- 《續水滸傳》
- 《蕩寇誌》
- 《水滸新傳》有褚同慶、張恨水兩位作家的版本

#### 改編小說
- 《金瓶梅》
- 《水滸傳》（北方謙三）

### 戲曲
《水滸傳》被改編成多種曲藝形式。另一篇古典名著《紅樓夢》中就提到了「魯智深大鬧五台山」的曲目。評書、蘇州評彈和山東快書都有很多經典節目是取材自《水滸傳》。

### 舞台劇
- 《水滸傳》，林奕華指導，2008年，亞洲巡演。以《水滸傳》為藍本，探討現代男人的生存壓力。

### 電影
- 《三打祝家莊》（上集），1951年，香港，遠洋影片公司[15]
- 《三打祝家莊》（下集），1951年，香港，遠洋影片公司[16]
- 《水滸傳之智取生辰綱》，1957年，香港，中聯電影企業有限公司[17]
- 《水滸傳》，1972年，香港，邵氏公司[18]
  - 《蕩寇誌》（《水滸傳》續集），1973年，香港，邵氏公司[19]
- 《水滸傳故事浪子燕青》，1984年，香港，惠基（發行）[20]
- 《水滸外傳》，1984年，台灣，華國電影製片廠[21]
- 《阮氏三雄》，1984年，中國，河南電影製片廠[22]
- 《水滸傳之英雄本色》，1993年，香港，港影娛樂事業電影制作有限公司[23]
- 《水滸笑傳》，1993年，香港，東方電影出品[24]
- 《水滸外傳之江湖怨》，1993年，台灣[25]
- 《水滸傳之英雄好色》，1999年，香港，清新電影[26]
- 《水滸笑傳之黑店尋寶》，2003年，香港，瀟湘電影[27]
- 《水滸笑傳之林沖打鴨》，又名《水滸笑傳之金球疑案》，2003年，香港，瀟湘電影[28]
- 《新水滸英雄傳》，2005年，香港[29]
- 《水滸英雄譜》系列，27集，2008年起，數字電影，CCTV-6製作[30]

### 電視劇
- 《水滸傳》，1973年，日本，日本電視台
- 《迫上梁山》，1976年，香港，電視單元劇，電視廣播有限公司
- 《水滸》，1983年，中國，山東電視台
- 《水滸英雄傳》，1992年，香港，電視廣播有限公司
- 《水滸傳》，1998年，中國，中國中央電視台
- 《水滸無間道》，2004年，香港，電視廣播有限公司
- 《新水浒传》，2011年，中国大陆，北京如意吉祥影视策划有限公司
- 《小戏骨：水浒传》
- 《水滸傳》，待定，全球，Netflix
- 《水滸傳》，2026年，日本，WOWOW

### 漫畫
- 《水滸傳》，橫山光輝，1967－1971年，日本
- 《老夫子水虎傳》，王澤，香港，老夫子漫畫
- 《幻界魔鈴》，呂水世（當時以艾瑞克．吉他名義發表），1993－1996年，台灣。借用了天罡地煞108星的名稱命名反派角色。
- 《水滸傳》，李志清，2004－2005年，香港
- 《AKABOSHI－異聞水滸傳－》，天野洋一，2009年，日本
- 《一零八Fighters》，司徒劍僑，2014－2015年，香港

### 動畫
- 《七彩卡通老夫子：水虎傳》，1982年，香港，老夫子動畫電影
- 《妖世纪水浒传 -魔星降临-（日语：妖世紀水滸伝）》，根岸弘，1993年，日本，OVA
- 《水火108》，2010年，英國/台灣/加拿大，動畫電視劇

### 電子遊戲
- 《水浒英雄传 火之魂》，1988年，中国，腾图联合电子有限公司
- 《水滸傳·天命之誓》，1989年，日本，光榮株式會社
- 《水滸演武（日语：水滸演武）》，1995年，日本，Data East
- 《幻想水滸傳》系列，1995年起，日本，科樂美
- 《水滸傳 梁山英雄》，1996年，台灣，熊貓資訊
- 《水滸傳·天導一〇八星》，1997年，日本，光榮株式會社
- 《水滸無雙 Online》，2012年，台灣，樂酷網路

### 卡牌遊戲
日本動漫《遊戲王》的卡片中，有出和水滸傳相關的炎星系列卡片。炎星系列的卡片是從2012年7月開始出的，怪獸卡是炎屬性，種族是獸戰士族，卡片叫炎星是根據對應108條梁山好漢的36天罡和72地煞來創作，怪獸卡的圖案是根據水滸傳的人物搭配動物造型的火焰設計的，卡名是用小說人物代表天上的哪顆星和代表動物來命名，比如說宋江是天魁星，代表動物是老虎，所以宋江的卡名叫魁炎星王虎宋江。炎星牌組的專用魔法陷阱卡叫炎舞。炎星牌組的戰術是搭檔炎舞系列的魔法和陷阱卡使用，並結合超量、同步、連結召喚的怪獸卡等多種戰術結合運用。

## 研究書目
- 孫述宇：《水滸傳：怎樣的強盜書》（上海：上海人民出版社，2011）。
- 宮崎市定著，趙翻等譯：《宮崎市定說水滸——虛構的好漢與掩藏的歷史》（西安：陝西人民出版社，2008）。
- 佐竹靖彥著，韓玉萍譯：《梁山泊——《水滸傳》一零八名豪傑》（北京：中華書局，2005）。
- 香坂順一著，植田均譯：《水滸詞匯研究（虛詞研究）》（北京：文津出版社，1992）。
- 馬幼垣：《水滸論衡》（臺北：聯經出版社，1992）｡
- 馬幼垣：《水滸人物之最》（臺北：聯經出版社，2003）｡
- 馬幼垣：《水滸二論》（臺北：聯經出版社，2005）｡
- 馬幼垣：〈嵌圖本《水滸傳》四種簡介 （页面存档备份，存于）〉。
- 馬幼垣：〈流行中國大陸的水滸傳說 （页面存档备份，存于）〉。
- 大塚秀高：〈天书与泰山——从《宣和遗事》看《水浒传》成书之谜 （页面存档备份，存于）〉。
- 胜股高志：〈从叙事观点来看《水浒传》的描写手法 （页面存档备份，存于）〉。
- 李豐楙：《出身與修行: 忠義水滸故事的奇傳文體與謫凡敘事》 （页面存档备份，存于）。
- 荒木達雄：〈石渠閣出版活動和《水滸傳》之補刻 （页面存档备份，存于）〉。
- 荒木达雄：〈两种《水浒传》为何“再造”一百回本 （页面存档备份，存于）〉。

## 延伸阅读
[在维基数据编辑]
 在维基文库阅读本作品原文（ 在维基共享资源阅览影像）
 《水滸傳 (70回本)》
 《水滸傳 (100回本)》
 《水滸傳 (120回本)》

## 外部連結
- 中國水滸文化傳播中心 （页面存档备份，存于）